# Enteritida
Enteritida (latinsky enteritis) je zánět tenkého střeva. Enter – označuje střevo, koncovka -itida (latinsky -itis) charakterizuje zánět. Může být infekční nebo neinfekční povahy, průběh může být akutní nebo chronický.
Příkladem může být např. kampylobakterová enteritida – zoonóza, jejíž původce je bakterie Campylobacter jejuni, nebo rotavirová enteritida – virová gastroenteritida, která je nejčastější příčinou kojeneckých průjmů.